# Patrik Hersley
Patrik Hersley (ur. 23 czerwca 1986 w Malmö) – szwedzki hokeista, reprezentant Szwecji, olimpijczyk.

## Kariera
- Malmö J18 (2001–2003)
- Malmö J20 (2002–2006)
  -  IK Pantern (2006)
- Malmö Redhawks (2004-2007)
- Manchester Monarchs (2007–2008)
- Reading Royals (2008–2009)
- Philadelphia Phantoms (2009)
- Malmö Redhawks (2009-2011)
- MODO (2011)
- IF Sundsvall Hockey (2011)
- Leksand (2011-2014)
- Sibir Nowosybirsk (2014-2015)
- Łokomotiw Jarosław (2015-2016)
- SKA Sankt Petersburg (2016-2019)
- Spartak Moskwa (2019-2020)
- Malmö Redhawks (2020-2021)
- Krefeld Pinguine (2021-)

Wychowanek klubu Malmö Redhawks. W barwach tego klubu i jego zespołów juniorskich występował do 2007 roku oraz od 2009 do 2011. W międzyczasie w drafcie NHL z 2005 wybrany przez klub Los Angeles Kings. Od 2007 do 2009 przez da sezony grał w USA w drużynach farmerskich z rozgrywek AHL i ECHL. Od listopada 2011 do 2014 był zawodnikiem szwedzkiego klubu Leksand (w marcu 2012 przedłużył kontrakt o dwa lata). W czerwcu 2014 został zawodnikiem rosyjskiego klubu Sibir Nowosybirsk w rozgrywkach KHL. Od maja 2015 do października 2016 zawodnik Łokomotiwu Jarosław, związany dwuletnim kontraktem. Od października 2016 zawodnik SKA Sankt Petersburg. W czerwcu 2019 przeszedł do Spartaka Moskwa. Po sezonie 2019/2020 odszedł z klubu. W listopadzie 2020 ponownie został zawodnikiem macierzystego Malmö Redhawks. Po sezonie 2020/2021 odszedł z klubu. W czerwcu 2021 został zawodnikiem niemieckiego Krefeld Pinguine.
Występował w juniorskich reprezentacjach Szwecji. W seniorskiej kadrze uczestniczył w turniejach Euro Hockey Tour oraz zimowych igrzysk olimpijskich 2018.

## Sukcesy

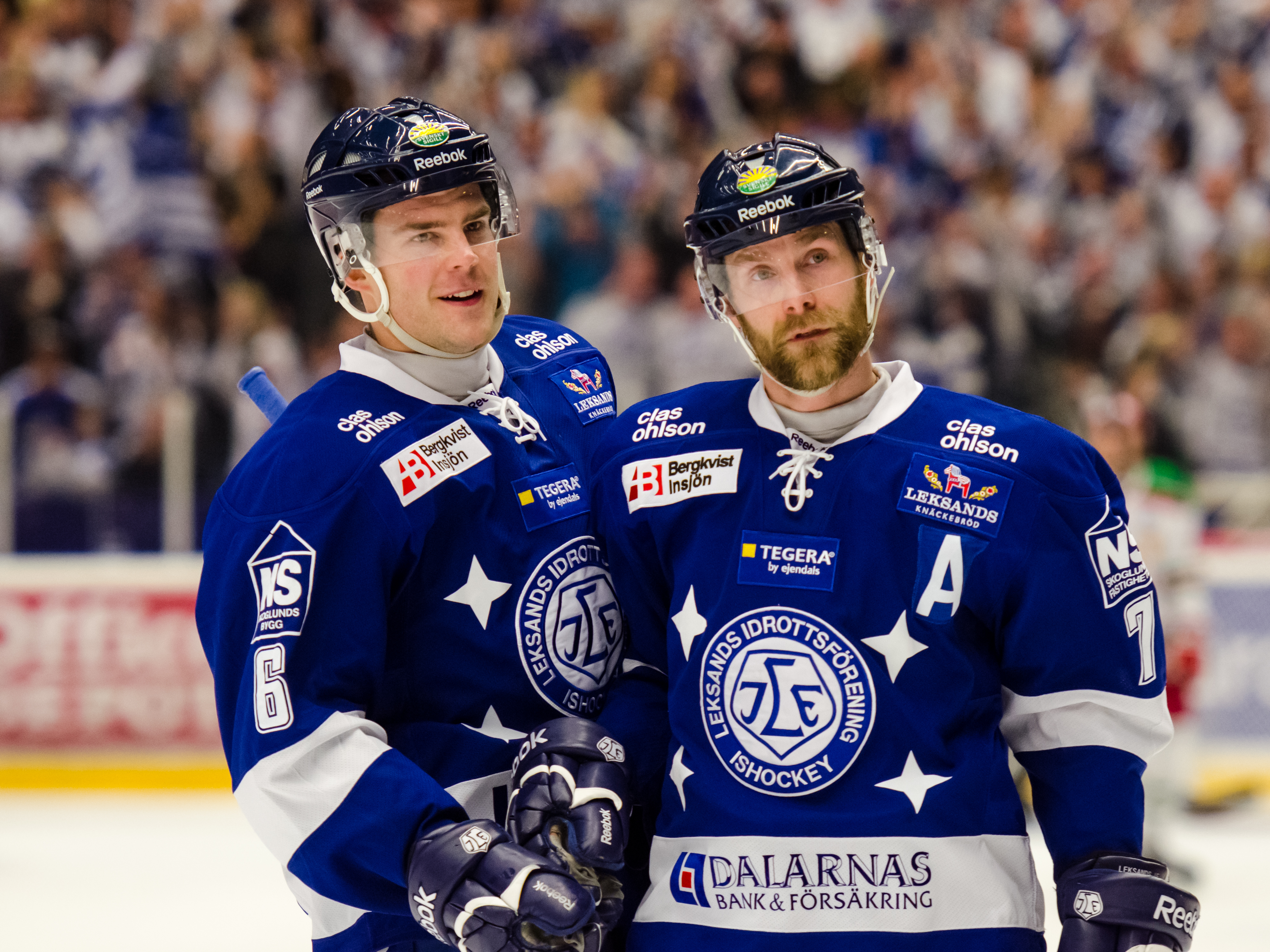
Patrik Hersley (z lewej) w barwach Leksand (2012). Obok Johan Svedberg

Klubowe
- Srebrny medal J20 SM: 2004 z Malmö J20
- Złoty medal mistrzostw Allsvenskan: 2006 z Malmö Redhawks, 2013 z Leksand
- Awans do Elitserien / SHL: 2006 z Malmö Redhawks, 2013 z Leksand
- Mistrzostwo Dywizji Czernyszowa w KHL: 2015 z Sibirem Nowosybirsk[12]
- Puchar Gagarina – mistrzostwo KHL: 2017 ze SKA
- Złoty medal mistrzostw Rosji: 2017 ze SKA
- Puchar Kontynentu: 2018 ze SKA
- Brązowy medal mistrzostw Rosji: 2018, 2019 ze SKA

Indywidualne
- Allsvenskan (2009/2010):
  - Pierwsze miejsce w klasyfikacji strzelców wśród obrońców w sezonie zasadniczym: 16 goli
- Allsvenskan (2012/2013):
  - Pierwsze miejsce w klasyfikacji strzelców wśród obrońców w sezonie zasadniczym: 16 goli
- Svenska hockeyligan (2013/2014):
  - Pierwsze miejsce w klasyfikacji strzelców wśród obrońców w sezonie zasadniczym: 24 gole
  - Trofeum Salminga dla najlepszego obrońcy sezonu
- KHL (2014/2015):
  - Najlepszy obrońca tygodnia - 14 grudnia 2014
  - Drugie miejsce w klasyfikacji strzelców wśród obrońców w fazie play-off: 3 gole
  - Czwarte miejsce w klasyfikacji asystentów wśród obrońców w fazie play-off: 6 asyst
  - Pierwsze miejsce w klasyfikacji kanadyjskiej wśród obrońców w fazie play-off: 9 punktów
  - Mecz Gwiazd KHL
  - Drugie miejsce w klasyfikacji strzelców wśród obrońców w sezonie zasadniczym: 16 goli
- KHL (2016/2017):
  - Najlepszy obrońca - finały konferencji[13]
  - Trzecie miejsce w klasyfikacji strzelców wśród obrońców w fazie play-off: 6 goli
  - Drugie miejsce w klasyfikacji asystentów wśród obrońców w fazie play-off: 12 asyst
  - Drugie miejsce w klasyfikacji kanadyjskiej wśród obrońców w fazie play-off: 18 punktów
  - Drugie miejsce w klasyfikacji +/- w fazie play-off: +13
- KHL (2017/2018):
  - Skład gwiazd miesiąca - wrzesień 2017[14]
  - Pierwsze miejsce w klasyfikacji strzelców wśród obrońców w sezonie zasadniczym: 14 goli
  - Drugie miejsce w klasyfikacji kanadyjskiej wśród obrońców sezonie zasadniczym: 35 punktów
- KHL (2018/2019):
  - Drugie miejsce w klasyfikacji strzelców w sezonie zasadniczym: 14 goli
  - Piąte miejsce w klasyfikacji kanadyjskiej w sezonie zasadniczym: 33 punktów